# Merefa
Merefa (en ucraïnès i en rus Мeрeфa) és una ciutat de la província de Khàrkiv, Ucraïna. El 2021 tenia 21.421 habitants.